# Phaonia machadoi
Phaonia machadoi är en tvåvingeart som beskrevs av Albuquerque 1958. Phaonia machadoi ingår i släktet Phaonia och familjen husflugor. Inga underarter finns listade i Catalogue of Life.